# Gadzhybeyli
Gadzhybeyli (azerbajdzjanska: Hacıbəyli) är en ort i Azerbajdzjan.   Den ligger i distriktet Bərdə Rayonu, i den centrala delen av landet, 230 km väster om huvudstaden Baku. Gadzhybeyli ligger 51 meter över havet och antalet invånare är 369.
Terrängen runt Gadzhybeyli är platt. Närmaste större samhälle är Barda, 5,0 km väster om Gadzhybeyli.
Omgivningarna runt Gadzhybeyli är en mosaik av jordbruksmark och naturlig växtlighet. Runt Gadzhybeyli är det ganska tätbefolkat, med 129 invånare per kvadratkilometer.